# 柳帯韋
柳 帯韋（りゅう たいい、523年 - 577年）は、西魏から北周にかけての政治家・軍人。字は孝孫。本貫は河東郡解県。

## 経歴
柳鷟（柳虯・柳檜・柳慶の兄）の子として生まれた。若くして学問を好み、身長は八尺三寸（約191cm）で、容姿が美しかった。韓賢が洛州刺史となると、主簿として召された。後に一族が宇文泰に帰順すると、帯韋も宇文泰に召されて参軍となった。侯景が江南で乱を起こすと、帯韋は宇文泰の命を受けて江州と郢州に使いして、南朝梁の邵陵王蕭綸や南平王蕭偉と誼を通じることとなった。道中の安州で段宝らが乱を起こしていたので、帯韋は宇文泰の手紙といつわってかれを説得し、帰順させた。郢州に到着すると、邵陵王蕭綸と会い、宇文泰の意を伝えた。蕭綸は使者を帯韋に随行させて返礼させた。帯韋は役目を果たして帰還すると、輔国将軍・中散大夫の位を受けた。
551年、宇文泰が大将軍の達奚武を派遣して漢川を経略させたとき、帯韋を治行台左丞として従軍させた。南朝梁の宜豊侯蕭循が南鄭を守っていたので、達奚武はこれを攻め落とせずにいた。そこで帯韋に城に入らせて蕭循を説得させた。蕭循は帯韋の説得に肯き、後に降伏した。
552年、帯韋は解県令として出向した。553年、驃騎将軍・左光禄大夫の位を加えられた。554年、汾陰県令に転じた。557年、入朝して地官上士となった。559年、帥都督・治御伯下大夫の位を受け、武蔵下大夫に転じた。563年、大都督に任ぜられた。564年、儀同三司・中外府掾の位を加えられた。567年、康城県男に封ぜられ、職方中大夫に転じた。568年、兵部中大夫の位を受けた。母の喪のために辞職し、後に職方中大夫として再起した。570年、武蔵中大夫に転じた。まもなく驃騎大将軍・開府儀同三司となった。十数年のあいだ激務にあって、処断は滞りなく、属官たちは粛然とした。
譙王宇文倹が益州総管となり、漢王宇文賛が益州刺史となると、武帝は帯韋を益州総管府長史とし、益州別駕を兼ねさせて、二王を補佐させた。建徳年間、北周軍が北斉を攻撃すると、帯韋は前軍総管の斉王宇文憲に召されて府長史となった。北斉が平定されると、功績により上開府儀同大将軍の位を受け、爵位は公に進んだ。陳王宇文純が并州に出向すると、帯韋は并州司会・并州総管府長史となった。577年、在官のまま死去した。享年は55。諡は愷といった。
子の柳祚が後を嗣ぎ、北周の末年に宣納上士となった。

## 伝記資料
- 『周書』巻22 列伝第14
- 『北史』巻64 列伝第52